# Ellipinion kumai
Ellipinion kumai is een zeekomkommer uit de familie Elpidiidae.
De wetenschappelijke naam van de soort werd in 1912 gepubliceerd door K. Mitsukuri.